# ويليام هاميلتون (فارس)
ويليام هاميلتون (بالسويدية: William Hamilton)‏ هو فارس ‏ سويدي، ولد في 15 أغسطس 1921 في Kolbäck ‏ في السويد، وتوفي في 12 ديسمبر 2007 في Eldsberga ‏ في السويد.

## وصلات خارجية
- ويليام هاميلتون على موقع أوليمبيديا (الإنجليزية)
- ويليام هاميلتون على موقع اللجنة الأولمبية السويدية (السويدية)